# Вотервиль
«Во́терви́ль» (англ. Waterville) — бывший аквапарк в Санкт-Петербурге. Был расположен по адресу в Василеостровском районе на улице Кораблестроителей за гостиницей «Прибалтийская». Аквапарк был построен норвежской фирмой Wenaas Hotel Russia AS, владевшей на тот момент гостиницей.
Аквапарк был открыт 25 апреля 2006 года. Первый аквапарк в Петербурге (более десяти проектов до этого так и не были реализованы). Общая площадь парка составляла 14 тыс. м², из которых 1,3 тыс. площадь поверхности воды. Всего в аквапарке находилось 7 горок, несколько бассейнов и бань.
Работу аквапарка сопровождали различные происшествия: массовое отравление чистящим реагентом почти двухсот посетителей в 2008 году, гибель ребёнка в 2012 году, а после несчастного случая с ребёнком в 2014 году «Вотервиль» был закрыт по решению суда.
В 2015 году ЗАО «Стремберг» перезапустил аквапарк под новым брендом «Питерлэнд-2», однако уже в следующем году аквапарк был закрыт окончательно. Здание бывшего аквапарка был продано изначальными владельцами осенью 2020 года, а в 2021 году здание было приобретено под снос одной из структур московской компании «ПИК»